# کارخانه اجساد آلمانی

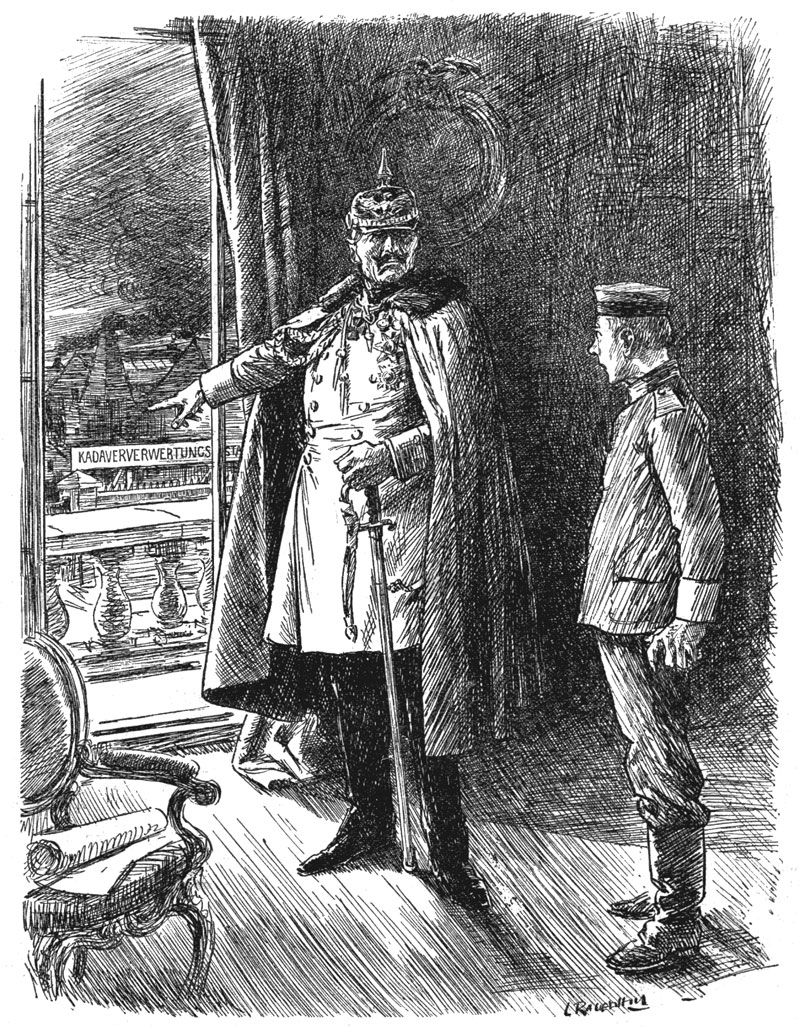
قیصر سوم (از ۱۸۸۸ تا ۱۹۱۸) «و فراموش نکنید که قیصر شما برای شما مفید خواهد بود — زنده یا مرده» پانچ، ۲۵ آوریل ۱۹۱۷

کارخانه اجساد آلمانی (به آلمانی: Kadaververwertungsanstalt)(به معنای کارخانه استفاده از لاشه) که گاهی اوقات «آثار اعطای اجساد آلمانی» یا «کارخانه پیه» نیز نامیده می‌شود، یکی از بدنام‌ترین داستان‌های تبلیغاتی ضد جنایت آلمانی بود که در جنگ جهانی اول منتشر شد. در سال‌های پس از جنگ، تحقیقات در بریتانیا و فرانسه نشان داد که این داستان‌ها نادرست بوده‌است.
طبق داستان، کارخانه اجساد آلمانی تأسیسات ویژه‌ای بود که ظاهراً توسط آلمانی‌ها اداره می‌شد که در آن به دلیل اینکه چربی‌ در آلمان به دلیل محاصره دریایی بریتانیا بسیار کمیاب بود، از اجساد میدان جنگ در آلمان چرب گرفته می‌شد که سپس برای تولید نیتروگلیسرین، شمع، روان‌کننده‌ها و حتی چکمه استفاده می‌شد و ظاهراً در پشت خط مقدم توسط انجمن بازیافت زباله آلمان (به آلمانی: DAVG - Deutsche Abfall-Verwertungs Gesellschaft) اداره می‌شد.
مورخ، پیرز برندون آن را «وحشتناک‌ترین داستان جنایت» جنگ جهانی اول می‌داند در حالی که روزنامه‌نگار، فیلیپ نایتلی آن را «محبوب‌ترین داستان قساوت جنگ» نامیده است. پس از جنگ، جان چارتریس رئیس سابق سپاه اطلاعات در ستاد کل نیرو‌های اعزامی بریتانیا، ظاهراً در یک سخنرانی اظهار داشت که او این داستان را برای اهداف تبلیغاتی با هدف اصلی پیوستن چینی‌ها به جنگ علیه آلمان اختراع کرده است.
پژوهشگران اخیر این ادعای چارتریس داستان را معتبر نمی‌دانند. راندال مارلین، مورخ با اشاره به روزنامه‌های متعلق به آلفرد هارمزورث، نخستین ویکنت نورث‌کلیف، می‌گوید: «منبع واقعی داستان را می‌توان در صفحات مطبوعات نورث‌کلیف یافت». آدریان گرگوری فرض می‌کند که این داستان از شایعاتی سرچشمه می‌گیرد که سال‌ها پخش می‌شد و این که توسط هیچ فردی «اختراع» نشده بود: «کارخانه جسد اختراع یک تبلیغ‌کننده شیطانی نبود؛ این یک افسانه عامیانه، یک «افسانه محلی» بود که ماه‌ها قبل از دریافت هر گونه اطلاعیه رسمی منتشر شده‌بود».

## تاریخ

### شایعات و کاریکاتور
به نظر می‌رسد تا سال ۱۹۱۵ شایعاتی مبنی بر استفاده آلمانی‌ها از بدن سربازان خود برای ایجاد چربی وجود داشته باشد. سینتیا آسکوئیث در دفتر خاطرات خود در ۱۶ ژوئن ۱۹۱۵ خاطرنشان کرد: «ما در مورد این شایعه بحث کردیم که آلمانی‌ها حتی اجساد آنها را با تبدیل آنها به گلیسیرین با محصول جانبی صابون استفاده می‌کنند.» چنین داستان‌هایی در سال‌های ۱۹۱۵ و ۱۹۱۶ نیز در مطبوعات آمریکا ظاهر شد. مطبوعات فرانسوی نیز در Le Gaulois در فوریه ۱۹۱۶ آن را مطرح کردند. در سال ۱۹۱۶ کتابی از کاریکاتورهای لوئیس ریمیکرز منتشر شد. یکی اجساد سربازان آلمانی را در حال بارگیری در گاری در دسته‌های بسته‌بندی شده نشان می‌داد. هوراس واچل با این نظر نوشته بود: «یک شیمیدان برجسته به من می‌گوید که شش پوند گلیسیرین را می‌توان از جسد یک هون کاملاً تغذیه شده استخراج کرد… این بدبختان وقتی زنده بودند، بی رحمانه به قتل‌عام گریزناپذیر سوق داده شدند. آنها با بی رحمی به کوره‌های بلند فرستاده می‌شوند. یک میلیون مرد مرده به شش میلیون پوند گلیسیرین تبدیل می‌شوند.» کاریکاتور بعدی بروس بایرنسفادر نیز به این شایعه اشاره کرد که یک کارگر آلمانی مهمات را به تصویر می‌کشد که به قوطی گلیسیرین نگاه می‌کند و می‌گوید: «افسوس! برادر بیچاره من!» (مثل یک تبلیغ معروف برای بووریل).
در سال ۱۹۱۷ بریتانیا و متحدان آنها امیدوار بودند که چین را وارد جنگ علیه آلمان کنند. در ۲۶ فوریه ۱۹۱۷، روزنامه انگلیسی زبان North-China Daily News داستانی را منتشر کرد مبنی بر اینکه رئیس‌جمهور چین فنگ گوژانگ از تلاش‌های دریاسالار پل فون هینتزه برای تحت تأثیر قرار دادن او وحشت زده شده بود، هنگامی که «دریاسالار پیروزمندانه اعلام کرد که در حال استخراج گلیسیرین از مرده هستند. سربازان!». این داستان توسط روزنامه‌های دیگر انتخاب شد.
در همه این موارد، داستان به عنوان شایعه یا چیزی که از مردم شنیده می‌شد گفته می‌شد که «در جریان» قرار داشتند. به عنوان واقعیت مستند ارائه نشده است.

### کارخانه جسد
نخستین گزارش انگلیسی یک Kadaververwertungsanstalt واقعی و قابل مکان‌یابی در شماره ۱۶ آوریل ۱۹۱۷ تایمز لندن منتشر شد. این روزنامه در قطعه کوتاهی در پای بررسی مطبوعات آلمانی «از طریق چشمان آلمانی»، از شماره اخیر روزنامه آلمانی برلینر لوکال-آنزایگر، داستان بسیار مختصری از گزارشگر کارل روسنر را که تنها ۵۹ کلمه طولانی دارد، نقل کرده است. بوی بدی را که از یک کارخانه رندرینگ «کاداور» می‌آید، توصیف کرد و هیچ اشاره‌ای به انسان بودن اجساد نکرد. روز بعد، ۱۷ آوریل ۱۹۱۷، این داستان به‌طور برجسته تری در نسخه‌های تایمز و دیلی میل (هر دو متعلق به لرد نورثکلیف در آن زمان) تکرار شد، تایمز آن را تحت عنوان آلمانی‌ها و مردگان آنها، در زمینه داستانی با بیش از ۵۰۰ کلمه که در مقدمه سرمقاله بیان شده بود از نسخه ۱۰ آوریل روزنامه بلژیکی l'Indépendance Belge آمده است. چاپ شده در انگلستان، که به نوبه خود آن را از La Belgique دریافت کرده بود، روزنامه بلژیکی دیگری که در لیدن هلند منتشر می‌شود. گزارش بلژیکی به‌طور خاص بیان می‌کند که اجساد سربازان است و کلمه «کاداور» را به عنوان اشاره به اجساد انسان تعبیر کرده است.
این داستان توضیح می‌دهد که چگونه اجساد از طریق راه‌آهن به کارخانه می‌رسند، کارخانه‌ای که «در اعماق کشور جنگلی» قرار داده شده بود و با حصاری برق‌دار احاطه شده بود، و چگونه آنها را برای چربی‌هایشان تبدیل می‌کردند که سپس بیشتر به استئارین تبدیل می‌شدند (شکلی از پیه). در ادامه مدعی شد که از این صابون برای ساختن صابون یا تصفیه شده به روغنی با رنگ قهوه‌ای مایل به زرد استفاده می‌شود. قسمت ظاهراً مجرمانه در مقاله اصلی آلمانی با کلمات زیر ترجمه شده است:
از اورگنیکور می‌گذریم. بوی کسل‌کننده‌ای در هوا می‌پیچد، انگار آهک می‌سوزد. ما در حال عبور از تأسیسات بزرگ استفاده از اجساد (Kadaververwertungsanstalt) این گروه ارتش هستیم. چربی که در اینجا به دست می‌آید به روغن‌های روان‌کننده تبدیل می‌شود و هر چیز دیگری در آسیاب استخوان آسیاب می‌شود و به پودر تبدیل می‌شود که برای مخلوط کردن با غذای خوک‌ها و به عنوان کود استفاده می‌شود.
مناظره‌ای در صفحات روزنامه تایمز و سایر مقالات دنبال شد. تایمز اعلام کرد که تعدادی نامه دریافت کرده است که «ترجمه واژه آلمانی Kadaver را زیر سؤال می‌برد و پیشنهاد می‌کند که از آن برای بدن انسان استفاده نمی‌شود. در این مورد، بهترین مقامات موافق هستند که از آن برای بدن حیوانات نیز استفاده می‌شود.» نامه‌هایی نیز در تأیید این ماجرا از منابع بلژیکی و هلندی و بعداً از رومانی دریافت شد.
نیویورک تایمز در ۲۰ آوریل گزارش داد که این مقاله توسط همه روزنامه‌های فرانسوی به استثنای Paris-Midi اعتبار دارد که ترجیح می‌دهد باور کند که اجساد مورد بحث جسد حیوانات است تا انسان. خود نیویورک تایمز این داستان را اعتبار نداد و اشاره کرد که در اول آوریل منتشر شد و روزنامه‌های آلمانی به‌طور سنتی به شوخی‌های روز اول آوریل می‌پرداختند، و همچنین عبارت «کاداور» در استفاده کنونی آلمانی به معنای استفاده نشده است. جسد انسان که به جای آن از واژه "Leichnam" استفاده شده است. تنها استثناء اجساد مورد استفاده برای تشریح—اجساد بود.
در ۲۵ آوریل، مجله هفتگی طنز بریتانیایی پانچ کارتونی با عنوان "Cannon-Fodder — and After" چاپ کرد که قیصر و یک سرباز آلمانی را نشان می‌داد. اشاره به بیرون پنجره به سمت کارخانه‌ای با دودکش‌های دودکننده و علامت «Kadaververwertungs[anstalt] قیصر به مرد جوان می‌گوید: «و فراموش نکن که قیصرت برای تو مفید خواهد بود — زنده یا مرده.»
در ۳۰ آوریل این داستان در مجلس عوام مطرح شد و دولت از تأیید آن خودداری کرد. لرد رابرت سیسیل اعلام کرد که او هیچ اطلاعاتی فراتر از گزارش‌های روزنامه‌ها ندارد. وی افزود: «با توجه به اقدامات دیگر مقامات نظامی آلمان، هیچ چیز باور نکردنی در اتهام فعلی علیه آنها وجود ندارد.» با این حال، به گفته وی، دولت نه مسئولیت و نه منابع لازم برای بررسی این اتهامات را دارد. در ماه‌های بعد، حساب Kadaververwertungsanstalt در سراسر جهان منتشر شد، اما هرگز فراتر از حساب چاپ شده در تایمز گسترش نیافته است. هیچ شاهد عینی هرگز ظاهر نشد، و داستان هرگز بزرگ یا تقویت نشد.
با این وجود، برخی از افراد در دولت امیدوار بودند که از این داستان سوء استفاده کنند، و از چارلز مسترمن، مدیر دفتر تبلیغات جنگ در ولینگتون هاوس، خواسته شد تا یک جزوه کوتاه تهیه کند. با این حال، این هرگز منتشر نشد. استادمن و مربی او، نخست‌وزیر دیوید لوید جورج، هرگز این داستان را جدی نگرفتند. یک جزوه ناشناس بدون تاریخ با عنوان کارخانه 'تبدیل جسد: نگاهی به پشت خطوط آلمانی' توسط دارلینگ و سون احتمالاً در همین زمان در سال ۱۹۱۷ منتشر شد.
یک ماه بعد، تایمز با انتشار یک دستور ارتش آلمان که به یک Kadaver اشاره داشت، این شایعه را احیا کرد. کارخانه. این توسط VsdOK صادر شد، که تایمز آن را به عنوان Verordnungs-Stelle تعبیر کرد ("بخش دستورالعمل"). Frankfurter Zeitung با این حال، اصرار داشت که مخفف Veterinar-Station است (ایستگاه دامپزشکی). وزارت خارجه موافقت کرد که دستور فقط می‌تواند به "لاشه اسب" اشاره کند.
پل فوسل همچنین پیشنهاد کرده است که این ممکن است ترجمه اشتباه عمدی انگلیسی عبارت Kadaver Anstalt در یک دستور آلمانی دستگیرشده مبنی بر فرستادن تمام بقایای حیوانات موجود به یک تأسیسات برای تبدیل به پیه بوده باشد.

## ادعاهای پس از جنگ

### سخنرانی چارتریس
در ۲۰ اکتبر ۱۹۲۵، نیویورک تایمز از سخنرانی سرتیپ جان چارتریس در کلوپ هنرهای ملی در شب گذشته گزارش داد. چارتریس در آن زمان نماینده محافظه‌کار گلاسکو بود، اما در بخشی از جنگ به عنوان رئیس اطلاعات ارتش خدمت کرده بود. به گزارش تایمز، سرتیپ به مخاطبانش گفت که داستان کارخانه اجساد را به عنوان راهی برای برانگیختن چینی‌ها علیه آلمانی‌ها اختراع کرده است و شرح دو عکسی که در اختیار او قرار گرفته بود را جابجا کرده است، یکی از آنها سربازان کشته شده را نشان می‌دهد. برای تشییع جنازه توسط قطار برداشته شد، دومی واگن قطار حامل اسب‌هایی را نشان می‌دهد که باید برای کود فرآوری شوند. یکی از افراد زیردست پیشنهاد جعل دفتر خاطرات یک سرباز آلمانی را برای تأیید اتهام کرده بود، اما چارتریس این ایده را وتو کرد.
در بازگشت به بریتانیا، چارتریس گزارش نیویورک تایمز در بیانیه‌ای به تایمز به صراحت تکذیب کرد و گفت که او فقط گمانه‌زنی‌هایی را تکرار می‌کند که پیشتر در کتاب این سال‌های پرحادثه در سال ۱۹۲۴ منتشر شده بود: سده بیستم در حال ساخت. این به مقاله‌ای از برتراند راسل اشاره دارد که در آن راسل ادعا می‌کند که
هر واقعیتی که ارزش تبلیغاتی داشت، نه همیشه با توجه دقیق به حقیقت، به دست می‌آمد. به عنوان مثال، این بیانیه که آلمانی‌ها اجساد انسان را می‌جوشانند تا از آنها ژلاتین و سایر مواد مفید استخراج کنند، در سراسر جهان تبلیغ شد. این داستان به‌طور گسترده در چین مورد استفاده قرار گرفت، زمانی که مشارکت آن کشور مورد نظر بود، زیرا امید می‌رفت که احترام مشهور چینی‌ها به مردگان را شوکه کند… داستان توسط یکی از کارمندان بخش تبلیغات بریتانیا به طرز بدبینانه‌ای پیش می‌رود. مردی که آلمانی را خوب می‌داند، کاملاً می‌داند که «کاداور» به معنای «لاشه» است، نه «جسد»...
چارتریس اظهار داشت که او صرفاً گمانه زنی‌های راسل را تکرار کرده است و اطلاعات اضافی دربارهٔ دفتر خاطرات جعلی پیشنهادی را اضافه کرده است:
برخی پیشنهادها و گمانه‌زنی‌ها در مورد منشأ داستان کاداور که قبلاً در «این سال‌های پرحادثه» (انتشارات دایرةالمعارف بریتانیا) و جاهای دیگر منتشر شده است، که تکرار کردم، بدون شک ناخواسته، اما متأسفانه به قطعیت تبدیل شده است. اظهارات واقعی و منتسب به من. برای اینکه هنوز شکی وجود نداشته باشد، بگذارید بگویم که من نه داستان کاداور را اختراع کردم و نه شرح عکس‌ها را تغییر دادم و نه از مطالب جعلی برای اهداف تبلیغاتی استفاده کردم. ادعاهایی که من این کار را انجام دادم نه تنها نادرست بلکه پوچ است، زیرا تبلیغات به هیچ وجه تحت نظر G.H.Q نبوده است. فرانسه، جایی که من مسئول سرویس‌های اطلاعاتی بودم. من باید به اندازه عموم مردم علاقه‌مند باشم که بدانم منشأ واقعی داستان کاداور چه بوده است. G.H.Q. فرانسه تنها زمانی وارد شد که یک دفتر خاطرات ساختگی از داستان Kadaver ارائه شد. وقتی کشف شد که این دفتر خاطرات ساختگی است، بلافاصله رد شد.
این سؤال بار دیگر در پارلمان مطرح شد و سر لمینگ ورتینگتون-ایوانز گفت که این داستان که آلمانی‌ها کارخانه‌ای برای تبدیل اجساد برپا کرده بودند اولین بار در ۱۰ آوریل ۱۹۱۷ در Berliner Lokal-Anzeiger ظاهر شد. و در روزنامه‌های بلژیکی l'Independance Belge و La Belgique.
سر آستن چمبرلین در نهایت ثابت کرد که دولت بریتانیا نادرست بودن این داستان را پذیرفته است، زمانی که در پاسخی در پارلمان در ۲ دسامبر ۱۹۲۵ گفت که صدراعظم آلمان به او اجازه داده است که بر اساس اختیارات دولت آلمان بگوید که هرگز چیزی وجود نداشته است. اساس داستان، و اینکه او از طرف دولت اعلیحضرت انکار را پذیرفت.

### میان جنگ و جنگ جهانی دوم
این ادعا که چارتریس این داستان را ابداع کرد تا نظر چینی‌ها را علیه آلمانی‌ها تحت تأثیر قرار دهد، در کتاب بسیار تأثیرگذار لرد آرتور پونسونبی، دروغ در زمان جنگ، که طبق عنوان فرعی آن، «مجموعه‌ای از دروغ‌ها» را بررسی می‌کرد، انتشار گسترده‌ای داشت. در سراسر ملل در طول جنگ بزرگ منتشر شد. جورج سیلوستر ویرک، نویسنده طرفدار نازی، در کتاب خود در سال ۱۹۳۱ با انتشار میکروب‌های نفرت، تأکید کرد که چارتریس داستان را آغاز کرده است:
این توضیح توسط خود ژنرال چارتریس در سال ۱۹۲۶ [کذا] در یک شام در کلوپ هنرهای ملی، شهر نیویورک ارائه شد. بعداً با انکار دیپلماتیک مواجه شد، اما عموماً پذیرفته شده است.
اظهارات ادعایی چارتریس در سال ۱۹۲۵ بعداً به آدولف هیتلر مهمات لفاظی داد تا انگلیسی‌ها را دروغگویان نشان دهد که جنایات جنگی خیالی را اختراع می‌کنند. باور عمومی که Kadaververwertungsanstalt به دلیل تأثیر منفی تبلیغات در طول جنگ جهانی دوم بر شایعات در مورد هولوکاست، ابداع شده بود. یکی از اولین گزارش‌ها در سپتامبر ۱۹۴۲، معروف به «کابل استرنبوخ» اعلام کرد که آلمانی‌ها «حدود صد هزار یهودی را به شکل حیوانی در ورشو می‌کشتند» و «از اجساد کشته‌شدگان صابون و کودهای مصنوعی تولید می‌شود». ویکتور کاوندیش-بنتینک، رئیس کمیته اطلاعات مشترک بریتانیا، خاطرنشان کرد که این گزارش‌ها بسیار شبیه به «داستان‌های مربوط به استفاده از اجساد انسان در طول جنگ گذشته برای ساخت چربی بود که دروغی عجیب بود». به همین ترتیب، قرن مسیحی اظهار داشت که "توازی بین این داستان و داستان قساوت «کارخانه اجساد» در جنگ جهانی اول بسیار قابل توجه است که نمی‌توان نادیده گرفت. پژوهشگر آلمانی یواخیم نئاندر خاطرنشان می‌کند که «شکی نیست که استفاده تجاری گزارش شده از اجساد یهودیان مقتول اعتبار اخباری را که از لهستان می‌رسید را تضعیف کرد و اقدامی را که ممکن بود جان بسیاری از یهودیان را نجات دهد.»

## بورسیه اخیر
پژوهش‌های مدرن از این دیدگاه حمایت می‌کند که این داستان از شایعاتی که در میان سربازان و غیرنظامیان در بلژیک پخش می‌شد، ناشی شد و اختراع ماشین تبلیغاتی بریتانیا نبود. پس از این گزارش در Berliner Lokal-Anzeiger از شایعه به «واقعیت» آشکار تبدیل شد. در مورد یک کارخانه واقعی پردازش جسد ظاهر شد. عبارت مبهم این گزارش به روزنامه‌های بلژیکی و بریتانیایی اجازه داد تا آن را به عنوان دلیلی بر شایعات استفاده از اجساد انسان تفسیر کنند. فیلیپ نایتلی می‌گوید که چارتریس ممکن است این ادعا را جعل کرده باشد که او این داستان را برای تحت تأثیر قرار دادن مخاطب خود اختراع کرده است، بدون اینکه متوجه حضور یک خبرنگار باشد. راندال مارلین می‌گوید که ادعای چارتریس مبنی بر اختراع داستان در تعدادی از جزئیات «به‌طور آشکار نادرست» است. با این حال، ممکن است یک دفتر خاطرات جعلی ایجاد شده باشد اما هرگز استفاده نشده باشد. با این وجود، این دفترچه خاطرات، که چارتریس ادعا می‌کرد هنوز «در موزه جنگ لندن» وجود دارد، هرگز پیدا نشد. همچنین ممکن است چارتریس پیشنهاد کرده باشد که این داستان در چین تبلیغات مفیدی خواهد بود، و او یک عکس اشتباه ایجاد کرده است تا برای چینی‌ها ارسال شود، اما باز هم هیچ مدرکی در این مورد وجود ندارد.
آدریان گرگوری به شدت از روایت لرد پونسونبی در دروغ در زمان جنگ انتقاد می‌کند و استدلال می‌کند که داستان، مانند بسیاری دیگر از داستان‌های جنایت ضد آلمانی، از سربازان عادی و اعضای عمومی سرچشمه می‌گیرد: «فرایند بیشتر از پایین به بالا بود تا بالا. پایین، و در بیشتر داستان‌های ظالمانه دروغین، «مردم مطبوعات را گمراه می‌کردند»، نه اینکه یک دستگاه تبلیغاتی شوم مطبوعاتی مردم بی‌گناه را فریب دهد. یواخیم نئاندر می‌گوید که این فرایند بیشتر شبیه یک «حلقه بازخورد» بود که در آن داستان‌های قابل قبولی توسط مبلغانی مانند چارتریس انتخاب و استفاده می‌شد: «چارتریس و دفترش احتمالاً نقشی در ایجاد داستان «کارخانه جسد» نداشته‌اند. با این حال، می‌توان با خیال راحت فرض کرد که آنها فعالانه در گسترش آن مشارکت داشته‌اند.» علاوه بر این، اگر روزنامه‌های معتبری مانند تایمز در سال ۱۹۱۷ آن را مطرح نمی‌کردند، این داستان چیزی بیش از شایعه باقی نمی‌ماند.
شیمون روبینشتاین نویسنده اسرائیلی در سال ۱۹۸۷ پیشنهاد کرد که ممکن است داستان کارخانه اجساد حقیقت داشته باشد، اما چارتریس می‌خواهد آن را بی‌اعتبار کند تا پس از معاهده لوکارنو در سال ۱۹۲۵ روابط هماهنگ با آلمان پس از جنگ را تقویت کند. روبینشتاین اظهار داشت که چنین کارخانه‌هایی «کارخانه‌های آزمایشی احتمالی برای مراکز نابودی نازی‌ها در طول جنگ جهانی دوم هستند». نئاندر این پیشنهاد را بیهوده رد می‌کند.